# Diradops pulchra
Diradops pulchra är en stekelart som beskrevs av Dmitriy R. Kasparyan 2007. Diradops pulchra ingår i släktet Diradops och familjen brokparasitsteklar. Inga underarter finns listade i Catalogue of Life.